# Ius primae noctis
 Ius primae noctis лат. (изговор: јус приме ноктис). Право прве ноћи.

## Поријекло изреке
Није познато ко је смислио ово правило и да ли је оно, уопште, постојало.

## Значење
Право господара у средњовјековној Европи да проведе прву ноћ с дјевојком која се удаје за његовог роба или кмета.

## Сумња у постојање оваквог права
Постоји сумња у постојање обичајног права ius primae noctis (право прве ноћи),у средњовјековној Европи. Истина, мотив овог правила није непознат народном предању и књижевним дјелима Бомаршеа, Волтера па чак и неких наших књижевника. Међутим нема поуздане потврде да је такво право заиста и постојало. Искривљено предање вјероватно је изведено из обавезе плаћања одређене надокнаде феудалном господару односно цркви и приликом вјенчања, и требало је да, уопште, употпуни величину неправде која је чињена од стране властодржаца потчињенима.